# Bernaga
Bernaga (La Bernàga in dialetto brianzolo) è una frazione geografica del comune di La Valletta Brianza in provincia di Lecco posta in posizione rialzata a sud del centro abitato, sulla strada verso Sirtori.

## Storia
Il toponimo è celtico: Barinaca, composto con la stessa radice di Bernate e dal significato simile, vuol dire "luogo con suolo roccioso".
Registrato agli atti del 1751 come un villaggio milanese di soli 70 abitanti, pochi anni dopo incorporò la frazione di Lissolo, e alla proclamazione del Regno d'Italia nel 1805 risultava avere 164 residenti. Nel 1809 un regio decreto di Napoleone determinò la soppressione dell'autonomia municipale per annessione a Sirtori, ma il Comune di Bernaga fu poi ripristinato con il ritorno degli austriaci. L'abitato crebbe poi discretamente, tanto che nel 1853 risultò essere popolato da 219 anime, salite a 232 nel 1861. Fu nel 1870 che un decreto di Vittorio Emanuele II causò la soppressione definitiva del comune unendolo a Perego.